# Vida Anim
Vida Anim (* 7. Dezember 1983 in Accra) ist eine ehemalige ghanaische Leichtathletin, die sich auf den Sprint spezialisiert hat. Sie ist aktuelle ghanaische Rekordhalterin im 100-Meter-Lauf und wurde 2006 über diese Distanz sowie über 200 Meter und in der 4-mal-100-Meter-Staffel Afrikameisterin, womit sie zu den erfolgreichsten Leichtathletinnen ihres Landes zählt.

## Sportliche Laufbahn
Erste internationale Erfahrungen sammelte Vida Anim vermutlich im Jahr 1999, als sie bei den Afrikaspielen in Johannesburg in 23,81 s den achten Platz im 200-Meter-Lauf belegte. Im Jahr darauf siegte sie mit der ghanaischen 4-mal-100-Meter-Staffel in 43,99 s gemeinsam mit Helena Amoako, Monica Twum und Veronica Bawuah bei den Afrikameisterschaften in Algier. Anschließend nahm sie mit der Staffel an den Olympischen Sommerspielen in Sydney teil und schied dort mit neuem Landesrekord von 43,18 s im Halbfinale aus. Kurz darauf belegte sie bei den Juniorenweltmeisterschaften in Santiago de Chile in 11,58 s den vierten Platz im 100-Meter-Lauf und gewann in 23,81 s die Bronzemedaille über 200 Meter. 2002 kam sie bei den Commonwealth Games in Manchester mit 12,27 s nicht über den Vorlauf über 100 Meter hinaus und im Jahr darauf erreichte sie bei den Weltmeisterschaften in Paris das Viertelfinale über 100 Meter, in dem sie mit 11,29 s ausschied, während sie über 200 Meter mit 23,16 s im Semifinale ausschied. Anschließend gewann sie bei den Afrikaspielen in Abuja in 11,29 s die Bronzemedaille über 100 Meter hinter den Nigerianerinnen Mary Onyali-Omagbemi und Endurance Ojokolo und über 200 Meter musste sie sich in 23,17 s nur Onyali-Omagbemi geschlagen geben. 2004 erreichte sie bei den Hallenweltmeisterschaften in Budapest das Halbfinale im 60-Meter-Lauf, in dem sie mit 7,25 s ausschied. Im August nahm sie über 100 Meter erneut an den Olympischen Sommerspielen in Athen teil und erreichte dort mit neuem Landesrekord von 11,14 s das Viertelfinale, in dem sie ihr Rennen aber nicht beenden konnte.
2005 schied sie bei den Weltmeisterschaften in Helsinki mit 11,41 s im Viertelfinale über 100 Meter aus, während sie über 200 Meter mit 24,16 s nicht über den Vorlauf hinauskam. Im Jahr darauf schied sie bei den Commonwealth Games in Melbourne mit 11,51 s im Semifinale über 100 Meter aus und belegte in 23,34 s den sechsten Platz über 200 Meter. Zudem kam sie mit der 4-mal-100-Meter-Staffel nicht ins Ziel. Im August siegte sie dann in 11,58 s und 22,90 s über 100 und 200 Meter bei den Afrikameisterschaften in Bambous und siegte in 44,43 s gemeinsam mit Gifty Addy, Elizabeth Amolofo und Esther Dankwah auch im Staffelbewerb. Daraufhin wurde sie beim Leichtathletik-Weltcup in Athen in 11,21 s Dritte über 100 Meter hinter der Jamaikanerin Sherone Simpson und Torri Edwards aus den Vereinigten Staaten und über 200 Meter wurde sie in 22,81 s Dritte hinter der US-Amerikanerin Sanya Richards-Ross und Kim Gevaert aus Belgien. Auch mit der Afrikastaffel gelangte sie nach 43,61 s auf Rang drei. 2007 gewann sie bei den Afrikaspielen in Algier in 11,33 s die Bronzemedaille über 100 Meter hinter der Nigerianerin Oludamola Osayomi und Constance Mkenku aus Südafrika und über 200 Meter sicherte sie sich in 23,29 s die Silbermedaille hinter Osayomi. Zudem siegte sie mit der Staffel in 43,84 s gemeinsam mit Mariama Salifu, Esther Dankwah und Gifty Addy. Im August schied sie bei den Weltmeisterschaften in Osaka mit 11,36 s im Viertelfinale über 100 Meter aus, wie auch über 200 Meter mit 23,47 s. Zudem verpasste sie im Staffelbewerb mit 43,76 s den Finaleinzug. Im Jahr darauf schied sie bei den Hallenweltmeisterschaften in Valencia mit 7,45 s im Semifinale über 60 Meter aus und im Mai gewann sie bei den Afrikameisterschaften in Addis Abeba in 11,43 s die Silbermedaille über 100 Meter hinter der Nigerianerin Oludamola Osayomi und über 200 Meter schied sie mit 23,76 s im Halbfinale aus. Zudem gewann sie mit der Staffel in 44,12 s gemeinsam mit Gifty Addy, Elizabeth Amolofo und Esther Dankwah die Silbermedaille hinter dem nigerianischen Team. Im August erreichte sie bei den Olympischen Sommerspielen in Peking das Halbfinale über 100 Meter, in dem sie mit 11,51 s ausschied. Zudem war sie bei der Eröffnungsfeier der Spiele Flaggenträgerin der ghanaischen Delegation.
2009 startete sie bei den Weltmeisterschaften in Berlin über 100 und 200 Meter und schied dort mit 11,43 s bzw. 23,36 s jeweils im Halbfinale aus. 2011 belegte sie bei den Afrikaspielen in Maputo in 11,37 s den vierten Platz über 100 Meter und gewann in 23,06 s die Silbermedaille hinter der Nigerianerin Oludamola Osayomi. Im Jahr darauf schied sie bei den Hallenweltmeisterschaften in Istanbul mit 7,36 s im Semifinale über 60 Meter aus und im August nahm sie über 200 Meter zum vierten Mal an den Olympischen Sommerspielen in London teil und schied dort mit 23,71 s in der ersten Runde aus. Daraufhin beendete sie ihre aktive sportliche Karriere im Alter von 28 Jahren.

## Persönliche Bestleistungen
- 100 Meter: 11,14 s (0,0 m/s), 20. August 2004 in Athen (ghanaischer Rekord)
  - 60 Meter (Halle): 7,18 s, 27. Februar 2004 in Chemnitz (ghanaischer Rekord)
- 200 Meter: 22,81 s (−0,2 m/s), 17. September 2006 in Athen
  - 200 Meter (Halle): 24,19 s, 14. Februar 2003 in Leverkusen